# 金轮工程
金轮工程公司是中国人民解放军火箭军及其前身第二炮兵部队一个下属单位的对外名义，该单位负责运行并培训沙特阿拉伯皇家战略火箭军使用中国出口的弹道导弹。

## 背景
两伊战争期间，沙特阿拉伯国王法赫德·本·阿卜杜勒-阿齐兹·阿勒沙特担忧伊朗和以色列的军事威胁，决心引进导弹作为威慑性武器。由于中华人民共和国可以迅速提供此类武器，并不会提出限制性条件，法赫德国王先后派遣两名王室成员——驻美大使班达尔·本·苏尔坦·阿勒沙特和防空部队司令哈立德·本·苏尔坦·阿勒沙特兄弟——与中国秘密接触。中方则由总参装备部副部长曹刚川、中央军委副主席杨尚昆等领导人出面接洽，但当时沙特与中国并未建立外交关系。

## 组建
经过多次谈判，中国最终以35亿美元的价格向沙特出口了36枚东风-3远程弹道导弹、9套发射器和相关设备，并提供相应的基建，训练，运行，维护，作战顾问等服务。第二炮兵以“金轮工程公司”的名义为沙特在苏莱伊迈和Al Joffer两地组建军事基地并派遣部队轮驻。该项目系改革开放以来最大的海外军事工程建设项目（1986年中国外汇储备仅为20.72亿美元）。由于沙特阿拉伯皇家战略火箭军不具备独立发射导弹的能力，该基地事实上由中国军人控制运行。

## 曝光
沙特军方认为，从中国引进导弹一事如在1988年11月至1989年6月之间被披露，最符合他们的战略利益。1988年3月，《华盛顿邮报》率先披露了沙特从中国购买了东风导弹的消息。此消息引起了美国和以色列的激烈反应。美国提出检查这些导弹，但遭到了沙特的拒绝。美国后派遣菲力普·哈比卜作为总统特使与驻沙特大使休姆·霍兰面见沙特国王。会谈不欢而散，法赫德国王对霍兰大使的言行非常不满，当面要求美方将其召回。1988年4月1日，美国国务院召回了霍兰大使。4月6日，中国中央电视台转播了中国外交部长吴学谦的声明：“应沙特阿拉伯王国的要求，我国政府已售出一些非核常规地地导弹。”美国国务卿乔治·帕拉特·舒尔茨随后出访沙特和中国，分别与法赫德国王、邓小平主席举行会谈。该军事合作推动了沙特与中国建立外交关系。

## 发展
东风-3型导弹过于老旧，渐渐不能满足沙特的战略需求。2007年，沙特通过金轮工程获得了射程较近但精度更高的东风-21中程弹道导弹。这项交易得到了美国的默许，中央情报局和沙特军方进行了秘密会谈，并派遣了两名特工前往沙特核查，以保证这些导弹没有装载核弹头的能力。中情局为此项目支出了约70万美元的经费。然而此类导弹仍有改装以装载核弹头的可能。2014年，沙特在阅兵中首次公开展示了两枚东风-3型导弹。

## 历任领导
金轮工程指挥部部长
- 干敏 少将（2016年—）